# Henning Bjarnøy
Henning Bjarnøy (Oslo, 16 aprile 1964) è un allenatore di calcio ed ex calciatore norvegese, di ruolo attaccante.

## Carriera

### Club
Bjarnøy giocò per il Vålerengen dal 1981 al 1990, vincendo tre campionati (1981, 1983 e 1984). Sostenne dei provini per il Norwich City nel 1981, nel 1982 e nel 1983. Vestì poi la maglia del Lillehammer, prima di diventare allenatore-giocatore del Manglerud Star, nel 1992. Si ritirò l'anno seguente.

### Nazionale
Bjarnøy conta 6 presenze e una rete per la Norvegia. Esordì il 26 ottobre 1983, trovando anche la via del gol nel successo per 4-2 sulla Finlandia.

## Palmarès

### Giocatore

#### Club

##### Competizioni nazionali
- Campionato norvegese: 3

Vålerengen: 1981, 1983, 1984